# ديفيد كوكاين
ديفيد كوكاين (بالإنجليزية: David Cockayne)‏ (و. 1942 – 2010 م) هو فيزيائي من المملكة المتحدة .
وكان عضواً في الجمعية الملكية .

## جوائز
حصل على جوائز منها:
- زميل في الجمعية الملكية.